# Anna Pakuła-Sacharczuk
Anna Zofia Pakuła-Sacharczuk (Płońsk; 10 de Agosto de 1956 — ) é um político da Polónia. Ela foi eleito para a Sejm em 25 de Setembro de 2005 com 8 675 votos em 23 no distrito de Rzeszów, candidato pelas listas do partido Prawo i Sprawiedliwość.